# Alces alces caucasicus
El alce del Cáucaso (Alces alces caucasicus) es una subespecie extinta de alce que se encontraba en las montañas del Cáucaso de Europa del este y Asia Menor, en la actual Rusia europea, Armenia, Azerbaiyán, Georgia y el este de Turquía.

## Extinción
La subespecie fue bastante común hasta mediados del siglo XIX, cuando las poblaciones comenzaron a disminuir debido a la caza excesiva. Se extinguió a principios del siglo XX.

## Depredadores
Entre sus probables depredadores estaban el leopardo de Anatolia (también llamado leopardo del Cáucaso), el oso negro asiático, el oso pardo euroasiático, los lobos esteparios, el león asiático (ahora restringido al bosque de Gir en la India) y el ahora extinto tigre del Caspio; posible que el lince euroasiático, las águilas reales y el guepardo asiático, ahora restringidos a Irán, se hayan aprovechado ocasionalmente de los terneros.

## enlaces externos
- «Alce del Cáucaso» (enlace roto disponible en este archivo).

- Datos: Q5054268
- Especies: Alces alces caucasicus